# Edward Stolper
Edward Manin Stolper (16 de dezembro de 1952) é um geólogo, petrologista e planetologista estadunidense.

## Condecorações selecionadas
- 1986 Medalha James B. Macelwane[1]
- 1991 membro da Academia de Artes e Ciências dos Estados Unidos
- 1994 membro da Academia Nacional de Ciências dos Estados Unidos[2]
- 2004 Medalha Arthur L. Day[3]
- 2008 doutor honoris causa da Universidade de Edimburgo
- 2010 membro estrangeiro da Academia Europaea
- 2011 membro estrangeiro da Royal Society[4]
- 2012 Prêmio V. M. Goldschmidt
- 2012 doutor honoris causa da Universidade Hebraica de Jerusalém
- 2017 Medalha Roebling[5][6]
- 2019 Medalha Wollaston